# Bodo von Scriba
Bodo Gottlob Friedrich Wilhelm Scriba, seit 1907 von Schriba (* 7. Juni 1863 in Wohlau; † 6. Februar 1939) war ein preußischer Generalleutnant und Chefredakteur des Militär-Wochenblattes.

## Leben

### Herkunft
Scriba war der Sohn eines preußischen Majors z.D. und dessen Ehefrau Bertha, geborene Pauly.

### Militärkarriere
Nach seiner Erziehung im elterlichen Hause, dem Besuch eines Gymnasiums und verschiedener Kadettenhäuser wurde Scriba am 16. April 1881 als Sekondeleutnant dem Infanterie-Regiment „Prinz Friedrich der Niederlande“ (2. Westfälisches) Nr. 15 der Preußischen Armee in Minden überwiesen. Dort fungierte er vom 1. Oktober 1885 bis zum 9. Februar 1888 als Adjutant des I. Bataillons und kam dann vom 1. Oktober 1888 bis zum 5. Oktober 1890 als Adjutant zum Bezirkskommando Bielefeld. Hier wurde er am 24. März 1890 zum Premierleutnant befördert und dann bis zum 28. März 1894 als Regimentsadjutant verwendet. In dieser Stellung nahm Scriba im Herbst 1892 an der Generalstabsübungsreise des VII. Armee-Korps teil. Am 1. April 1894 folgte seine Kommandierung auf ein Jahr zur Dienstleistung beim Großen Generalstab. Als Hauptmann ernannte man Scriba anschließend zum Chef der 10. Kompanie. Unter Stellung à la suite seines Regiments wurde er am 17. April 1897 in den Nebenetat des Großen Generalstabs versetzt. Daran schloss sich ab April 1900 eine dreijährige Kommandierung beim Kriegsministerium an. Dort erhielt Scriba am 19. September 1901 den Charakter als Major. Als solcher war er anschließend im Generalstab der 2. Division in Insterburg und ab Mai 1904 im Generalstab des XI. Armee-Korps in Kassel tätig. Am 10. April 1906 kehrte Scriba in den Truppendienst zurück und erhielt das Kommando über das Rudolstadt stationierte III. Bataillon im 7. Thüringischen Infanterie-Regiment Nr. 96. 1907 wurde er in den erblichen preußischen Adelsstand erhoben.
Mit seiner Beförderung zum Oberstleutnant am 18. Mai 1908 wurde er wieder in den Großen Generalstab versetzt und als Abteilungschef verwendet. Am 20. Februar 1909 wurde Scriba nach Württemberg kommandiert und zum Chef des Generalstabes des XIII. (Königlich Württembergisches) Armee-Korps in Stuttgart ernannt. König Wilhelm II. würdigte seine Leistungen in dieser Funktion durch die Verleihung des Ehrenkreuzes des Ordens der Württembergischen Krone. Unter Entbindung von seinem Kommando nach Württemberg wurde Scriba am 22. März 1910 wieder Abteilungschef im Großen Generalstab und am 21. April 1911 zum Oberst befördert.
Mit Wirkung zum 13. September 1912 wurde Scriba mit der gesetzlichen Pension und der Berechtigung zum Tragen der Uniform des Generalstabes der Abschied bewilligt. Er nahm daraufhin eine Stelle als Redakteur beim Militär-Wochenblatt auf. Nach dem Tod des bisherigen Chefredakteurs Guido von Frobel übernahm Scriba am 6. Februar 1913 dessen Position.
Mit Ausbruch des Ersten Weltkriegs wurde er wiederverwendet und fungierte bis 1915 als Chef des Generalstabes des stellvertretenden Generalkommandos des III. Armee-Korps in Berlin. In dieser Stellung ging er auch weiterhin seiner Tätigkeit als Chefredakteur des Militär-Wochenblattes nach und erhielt 1915 den Charakter als Generalmajor. 
Aufgrund seiner Nähe zur Monarchie wurde Scriba 1919 von seinen Aufgaben beim Militär-Wochenblatt abberufen. Zum 30. August 1919 wurde ihm noch der Charakter als Generalleutnant verliehen.